# 李曦沐
李曦沐（1922年—2017年），原名李晓，男，辽宁新宾人，中华人民共和国政治人物，曾任国家建委副秘书长，国家测绘局局长。